# Clinopodium graveolens
Clinopodium graveolens — вид рослин родини глухокропивові (Lamiaceae), поширений на півдні Європи, заході Азії, північному заході Африки.

## Поширення
Поширений на півдні Європи (Іспанія, Італія, колишня Югославія, Греція, Румунія, Болгарія, Україна [у т.ч. Крим], Росія), заході Азії (Кіпр, Туреччина, Сирія, Ліван, Афганістан, Іран, Ірак, Ізраїль, Йорданія, Азербайджан, Вірменія, Грузія, Киргизія, Туркменістан), північному заході Африки (Марокко, Туніс, Алжир).